# Flatland Spider
Flatland Spider es la primera demo que grabó la banda Sunny Day Real Estate. Fue en 1993, mediante la discográfica independiente One Day I Stop Breathing.
En esta demo aún no formaba parte el futuro líder de la banda, Jeremy Enigk. Sería en la siguiente demo del grupo, Thief, Steal Me A Peach, donde si participase activamente como guitarrista y compositor.

## Listado de canciones
1. Flatland Spider
2. The Onlies

- Datos: Q8961770